# گاتیس اسموکولیس
گاتیس اسموکولیس (لتونیایی: Gatis Smukulis؛ زادهٔ ۱۵ آوریل ۱۹۸۷) دوچرخه‌سوار اهل لتونی است.
از باشگاه‌هایی که در آن بازی کرده‌است می‌توان به تیم کاتیوشا–آلپتسین، آژ۲آر لا موندیال و تیم آستانه اشاره کرد. وی مسابقات مهمی همچون بازی‌های المپیک تابستانی ۲۰۰۸، تور دو فرانس و جیرو دیتالیا شرکت کرده است.